# Казарин, Юрий Викторович
Ю́рий Ви́кторович Каза́рин (род. 11 июня 1955, Свердловск) — российский поэт, лингвист. Доктор филологических наук, профессор филологического факультета Уральского государственного университета им. А. М. Горького. Заведующий отделом поэзии журнала «Урал».

## Биография
Выпускник филологического факультета УрГУ. С 1981 года работает на кафедре современного русского языка УрГУ. В 1984—1987 годах преподавал русский язык в Индии. В 2002 году защитил докторскую диссертацию на тему «Поэтический текст как уникальная функционально-эстетическая система». В УрГУ читает все основные курсы по специальности «Русский язык». Области научных интересов: поэтическая фоносемантика, лексикография, лексическая семантика, языковая способность, русская языковая поэтическая личность, филологический анализ поэтического текста и др. Ученик профессора Э. В. Кузнецовой. Принадлежит к Уральской семантической школе. Участвует в лексикографической работе кафедры современного русского языка УрГУ.
Член Союза писателей России (с 1989 года, один из поручителей — А. А. Тарковский). Председатель Екатеринбургского отделения Союза писателей России (2003—2010 гг.). C 2010 года — зав. отделом поэзии журнала «Урал». Лауреат нескольких литературных премий (Москва, Екатеринбург, Пермь). Стихи публиковались в журналах «Урал», «Октябрь», «Знамя», «Юность», «Новый мир» и другие, а также в США, Испании и Италии.

## Основные издания стихов и прозы
- Погода: Стихи. — Свердловск: Сред. Урал. кн. изд-во, 1991. — 240 с.
- После потопа. Стихотворения. — Екатеринбург. Бизнес-центр «Директория», 1994. — 64 с.
- Пятая книга: Стихотворения. — Екатеринбург: Издательство «АРГО», 1996. — 80 с.
- Поле зрения: Стихотворения (1976—1997). — Екатеринбург: «Сократ», 1998. — 336 с.
- Пловец: Куда ж нам плыть… Екатеринбург: Изд-во Урал. ун-та, 2000. — 320 с.
- Побег: Стихотворения. — Екатеринбург: Изд-во Урал. ун-та, 2002. — 94 с.
- Против стрелки часовой…: Стихотворения. — Екатеринбург: Изд-во «Союз писателей», 2005. — 90 с.
- Избранные стихотворения. — Екатеринбург: Изд-во «мАрАфон», 2006. — 152 с.
- Пловец. — Екатеринбург: ИД «Союз писателей», 2006. — 526 с.
- После потопа: Стихотворения. — Екатеринбург: ИД «Союз писателей», 2008. — 112 с.
- Каменские элегии: стихотворения. — Екатеринбург: Изд-во Урал. ун-та, 2009. — 104 с.
- Каменские элегии: стихотворения. — Екатеринбург: Изд-во Урал. ун-та, 2010. Ч. 2. — 76 с.
- Каменские элегии. Часть третья. Ангел. Птица. Человек: стихотворения. — Екатеринбург: Творческое объединение «Уральские меридиан», 2011. — 88 с.
- Казарин Ю., Касимов Е. Стихи. — Екатеринбург: Творческое объединение «Уральский меридиан», 2011. — 88 с.
- Каменские элегии. Изборник. — М.: Русский Гулливер; Центр современной литературы, 2012. — 116 с. — (Поэтическая серия «Русского Гулливера».
- Глина. Стихотворения. — М.: Русский Гулливер; Центр современной литературы, 2013. — 168 с.
- Культура поэзии. Статьи. Очерки. Эссе. — М.: Русский Гулливер; Центр современной литературы, 2013. — 320 с. — Серия «Гуманитарные исследования».
- 500 стихотворений. — Москва; Екатеринбург: Кабинетный ученый, 2014. — 264 с.
- Стихотворения. — М.: Русский Гулливер (Центр современной литературы), 2015. — 384 с.
- Культура поэзии — 2. Статьи. Очерки. Эссе. — М.: Русский Гулливер; Центр современной литературы, 2017. — 440 с. — Серия «Гуманитарные исследования».
- Пловец. — Москва; Екатеринбург: Кабинетный ученый, 2017. — 662 с.
- Дерево: стихотворения. — Екатеринбург; Москва: Кабинетный ученый, 2018. — 204 с.

## Монографии и учебные пособия
- Русская глагольная лексика: пересекаемость парадигм: Памяти Эры Васильевны Кузнецовой / Под общ. ред. Л. Г. Бабенко. — Екатеринбург: Изд-во Урал. ун-та. 1997. — 520 с. — Раздел I. Глава 3. Абстрактные, социально-обобщенные и конкретные глаголы и их место в системе лексико-семантических групп русских глаголов. — с. 69 — 100; Ю. В. Казарин. Полевской — Москва. — 466—486 с.
- Поэтический текст как система: Монография. Екатеринбург: Изд-во Урал. ун-та, 1999. — 260 с.
- Бабенко Л. Г., Васильев И. Е., Казарин Ю. В. Лингвистический анализ художественного текста: Учебник для вузов по спец. «Филология». — Екатеринбург: Изд-во Урал. ун-та, 2000. — 534 с.
- Проблемы фоносемантики поэтического текста: Учебное пособие. — Екатеринбург: Изд-во Урал. ун-та, 2000. — 172 с.
- Поэтическое состояние языка (попытка осмысления): Монография. — Екатеринбург: Изд-во Урал. ун-та, 2002. — 448 с.
- Бабенко Л. Г., Казарин Ю. В. Лингвистический анализ художественного текста. Теория и практика: Учебник; Практикум. — М. : Флинта: Наука, 2003. — 496 с.
- Рыжий Б. Б. Оправдание жизни / Сост. Казарин Ю. В. — Екатеринбург: У-Фактория, 2004. — 832 с.
- Последнее стихотворение 100 русских поэтов XVIII—XX вв.: Антология-монография. — Екатеринбург: Изд-во Урал. ун-та, 2004. — 548 с.
- Филологический анализ поэтического текста: Учебник для вузов. — М.: Академический Проект; Екатеринбург: Деловая книга, 2004. — 432 с. — («Gaudeamus»).
- Бадаев А. Ф., Казарин Ю. В. Поэтическая графика (функционально-эстетический и лингвистический аспекты): Монография. — Екатеринбург: ИД «Союз писателей», 2007. — 188 с.
- Просодия: книга о стихосложении. — Екатеринбург : ИД «мАрАфон», 2007. — 156 с.
- Мастерская текста (книга о текстотворчестве). — Екатеринбург: ИД «мАрАфон», 2008. — 296 с.
- Основы текстотворчества (мастерская текста). — Екатеринбург: Гуманитарный университет, 2008. — 204 с.
- Поэт Борис Рыжий: монография. — Екатеринбург: Изд-во Урал. ун-та, 2009. — 310 с.
- Беседы с Майей Никулиной: 15 вечеров. — Екатеринбург: Изд-во Урал. ун-та, 2011. — 476 с.
- Последнее стихотворение 100 русских поэтов XVIII—XX вв.: антология-монография. — Екатеринбург: Изд-во Урал. ун-та, 2011. — 552 с.
- Первое стихотворение: 100 русских поэтов XVIII—XX вв. Мое стихотворение: прил. к антологии- монографии «Последнее стихотворение». — Екатеринбург: Изд-во Урал. ун-та, 2011. — 620 с.
- Поэзия и литература: книга о поэзии: [монография]. — Екатеринбург: Изд-во Урал. ун-та, 2011. — 168 с.
- Уральская семантическая школа: история, люди, события. — Екатеринбург: Изд-во Урал. ун-та, 2011. — 348 с.
- Поэты Урала. — Екатеринбург: Издательство УМЦ УПИ, 2011. — 484 с.
- Литературно-художественный журнал как текст. — Екатеринбург: Журнал «Урал», 2013. — 104 с.
- Антрополингвистические основы литературной деятельности: [учеб. пособие]. — Екатеринбург: Изд-во Урал. ун-та, 2016. — 132 с.
- Журнальный метатекст как объект тектоведения: [учеб. пособие]. — Екатеринбург: Изд-во Урал. ун-та, 2016. — 116 с.
- Поэт Борис Рыжий. — Москва; Екатеринбург: Кабинетный ученый, 2016: 2 изд., доп. — 324 с.
- Внутренний мир и миры Бориса Рыжего: [монография]. — Екатеринбург; Москва: Кабинетный ученый, 2017. — 234 с.
- Поэзия и литература: книга о поэзии. — Москва; Екатеринбург: Кабинетный ученый, 2017. — 178 с.
- Внутренний мир и миры Бориса Рыжего: [монография]. — Екатеринбург; Москва: Кабинетный ученый, 2018. — 234 с.
- Лингвистический анализ текста: учеб. пособие для академического бакалавриата. — М.: Издательство Юрайт, 2018; Екатеринбург: Изд-во Урал. ун-та. — 132 с. — (Серия: Университеты России).